# Közönséges muréna
A közönséges muréna (Muraena helena) a sugarasúszójú halak (Actinopterygii) osztályának angolnaalakúak (Anguilliformes) rendjébe, ezen belül a murénafélék (Muraenidae) családjába és a Muraeninae alcsaládjába tartozó faj.
A Muraena csontoshal-nem típusfaja.

## Előfordulása
A közönséges muréna az Atlanti-óceán keleti részén, a Brit-szigetektől egészen Szenegálig, valamint a Földközi-tenger sekély vizeiben él. Jelentős állományai vannak az Azori-, a Madeira-, a Kanári- és a Zöld-foki Köztársaság szigetei körül.

## Megjelenése
Ez a hal általában 80 centiméter, legfeljebb 150 centiméter hosszú. Csupasz, pikkelynélküli teste sárgás-barnás, márványozott mintázatú. Bőre mérgező váladékot termel. Hátúszója a tarkójától kezdve a farok végéig húzódik. Visszahajló kampós fogai vannak.

## Életmódja
Elsősorban a sziklás, korallszirtes vizekben él, 15-50 méteres mélységekben. Magányos és területvédő állat, amely éjszaka tevékeny. Keveset mozog, de kitűnő vadász. Amikor vadászik, sziklaüregekbe és kisebb résekbe bújva vár áldozatára. Fő zsákmányát a halak, a rákok és a puhatestűek alkotják. Rossz látása miatt gyakran téveszti össze a halakat a búvárok kezeivel és lábaival.

## Felhasználása
Már az ókorban is előszeretettel fogyasztották a murénahúst. A közönséges murénát kisebb mértékben halásszák. Főzve és sülve fogyasztható. A városi akváriumokban kedvelt hal. Ha nem zavarják, emberre nem támad.

## A faj Magyarországon
2010 márciusában két horgász a Sió-csatorna Siófoki szakaszán merítőhálóval kifogott egy 80 centiméteres példányt. Azonban mivel a muréna édesvízben azonnal elpusztul, elképzelhető, hogy egy felelőtlen akvarista dobta a csatornába a már eleve döglött példányt.

## Képek

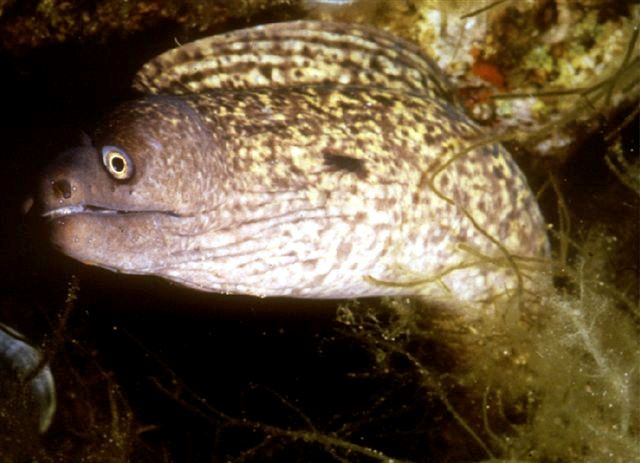
Közönséges murénák
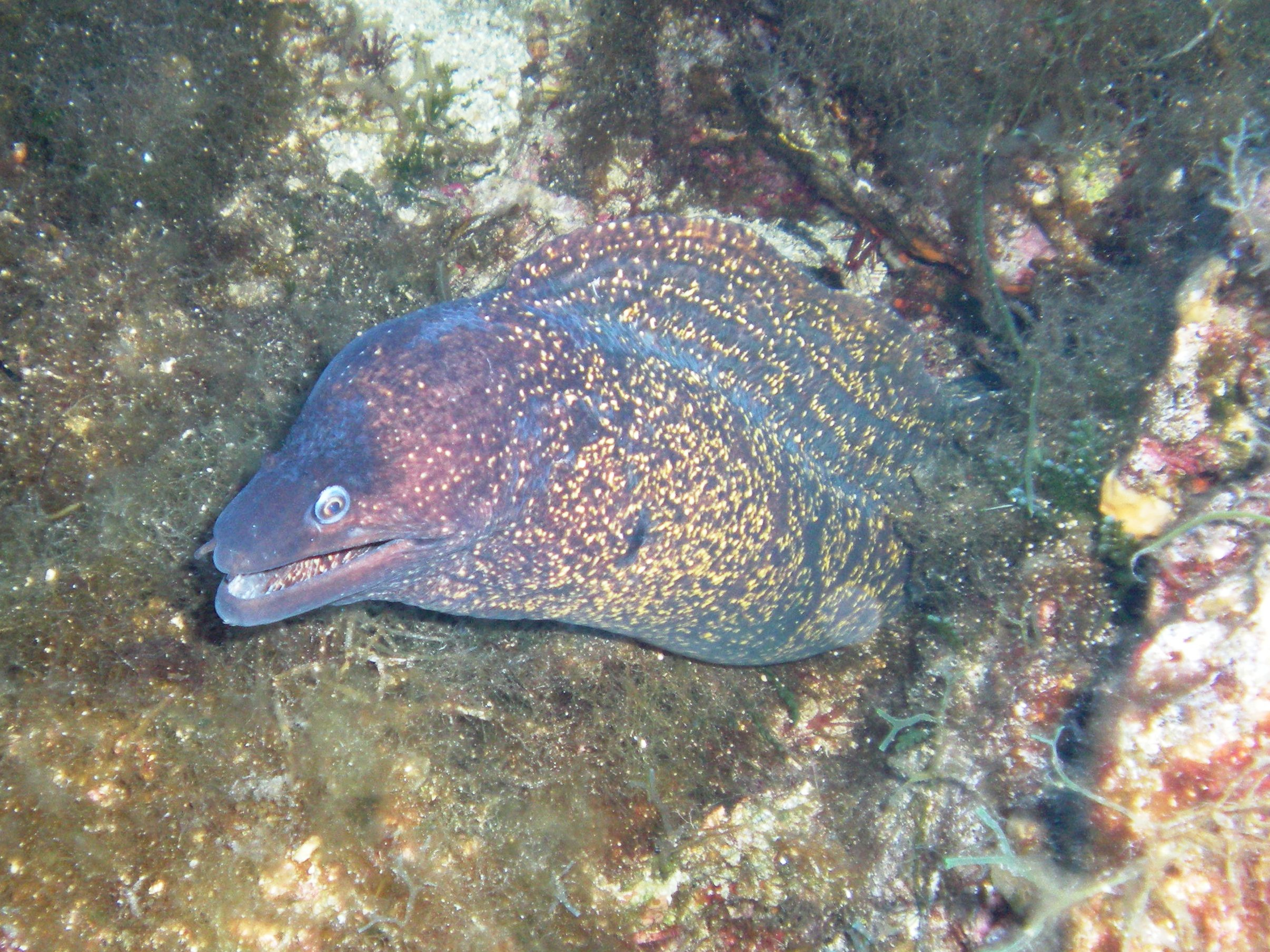
szabadon
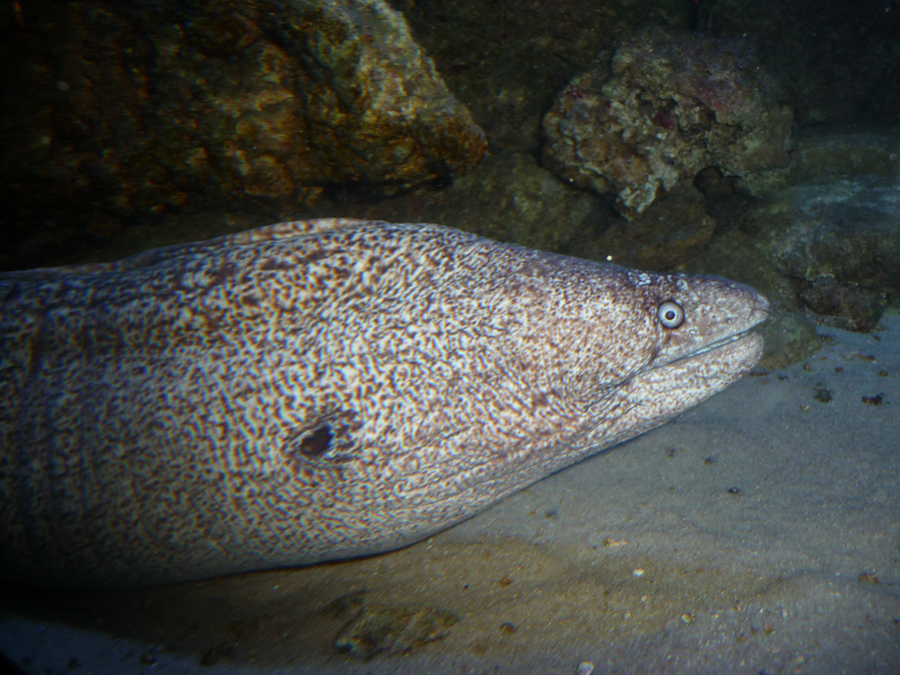
és
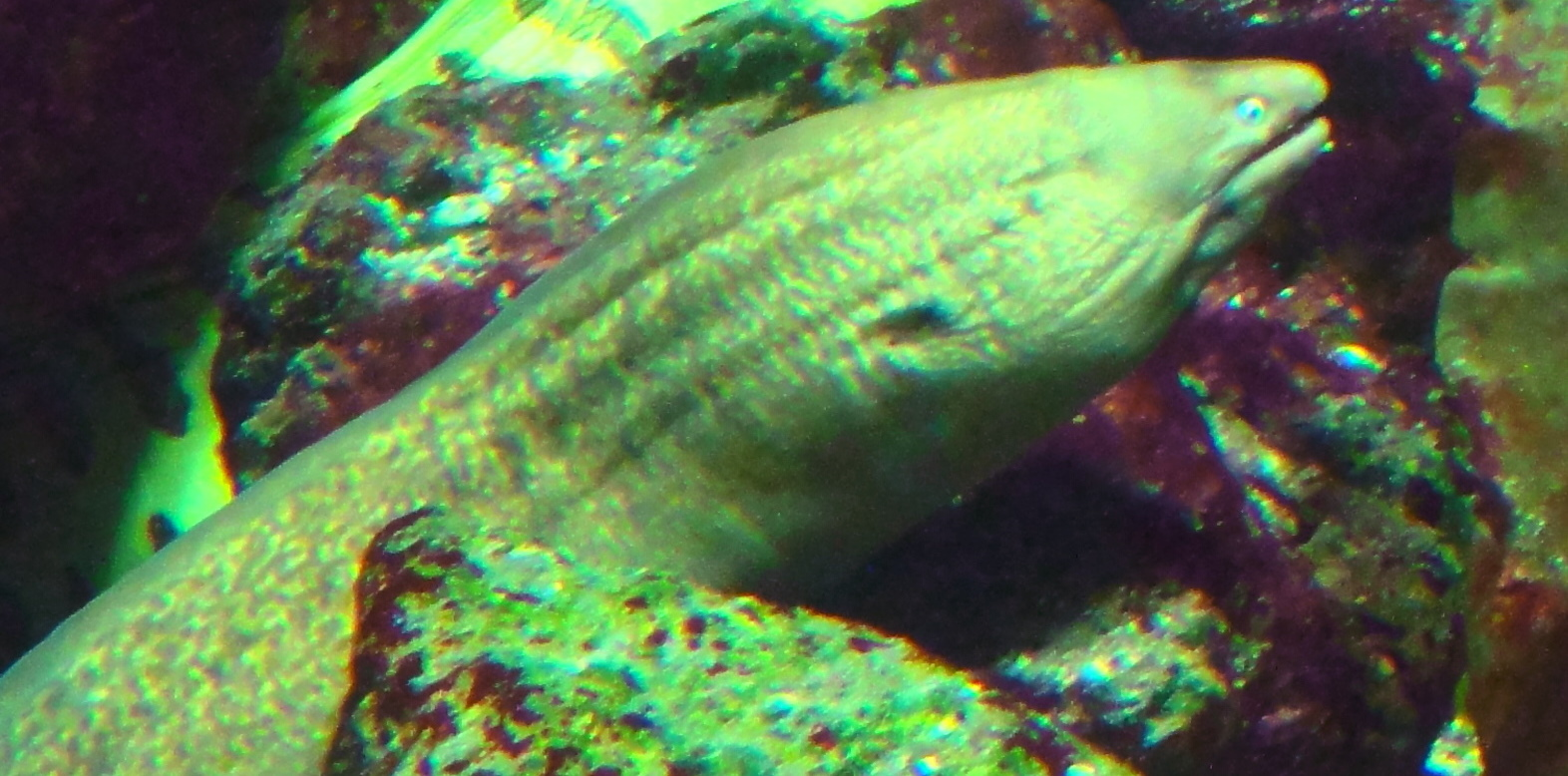
akváriumokban
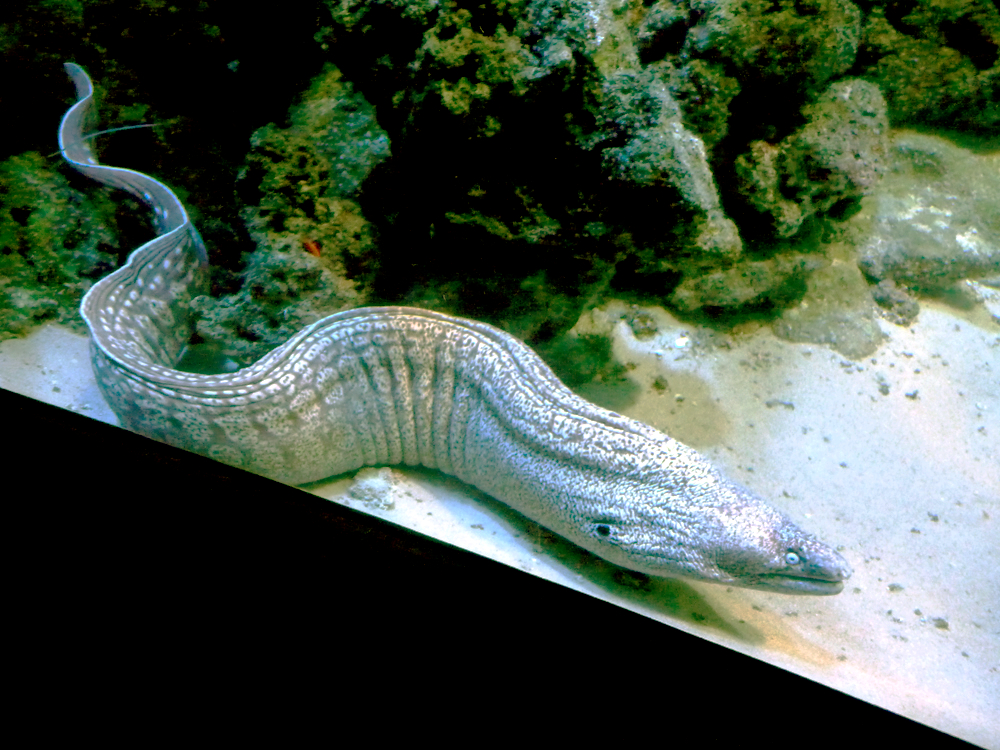
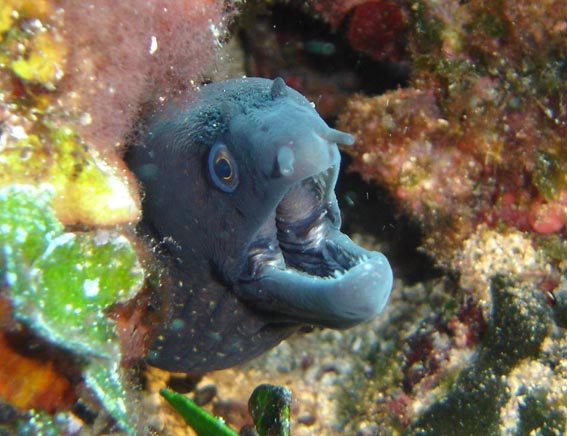
A veszélyes szája
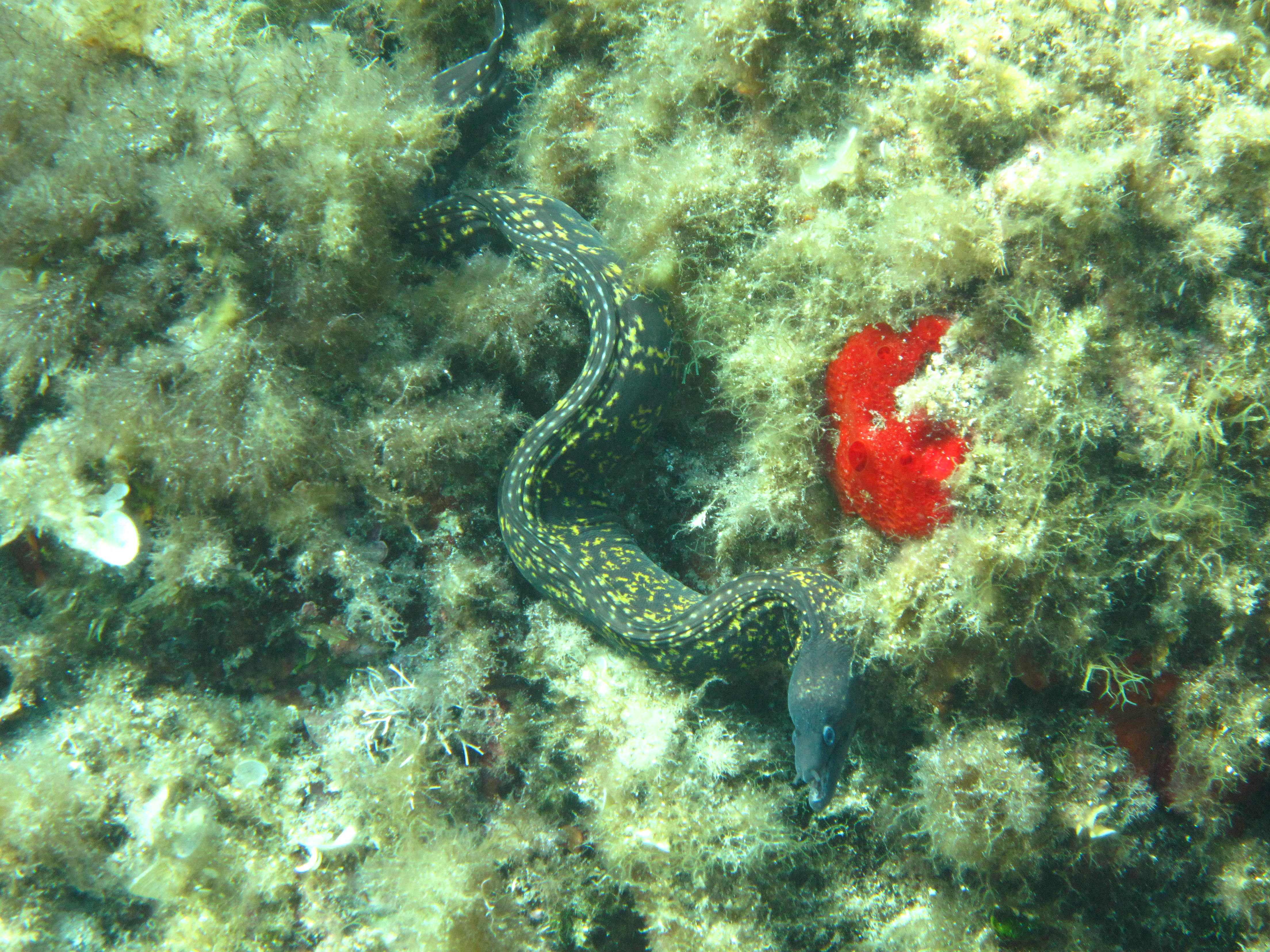
Igen jól álcázza magát
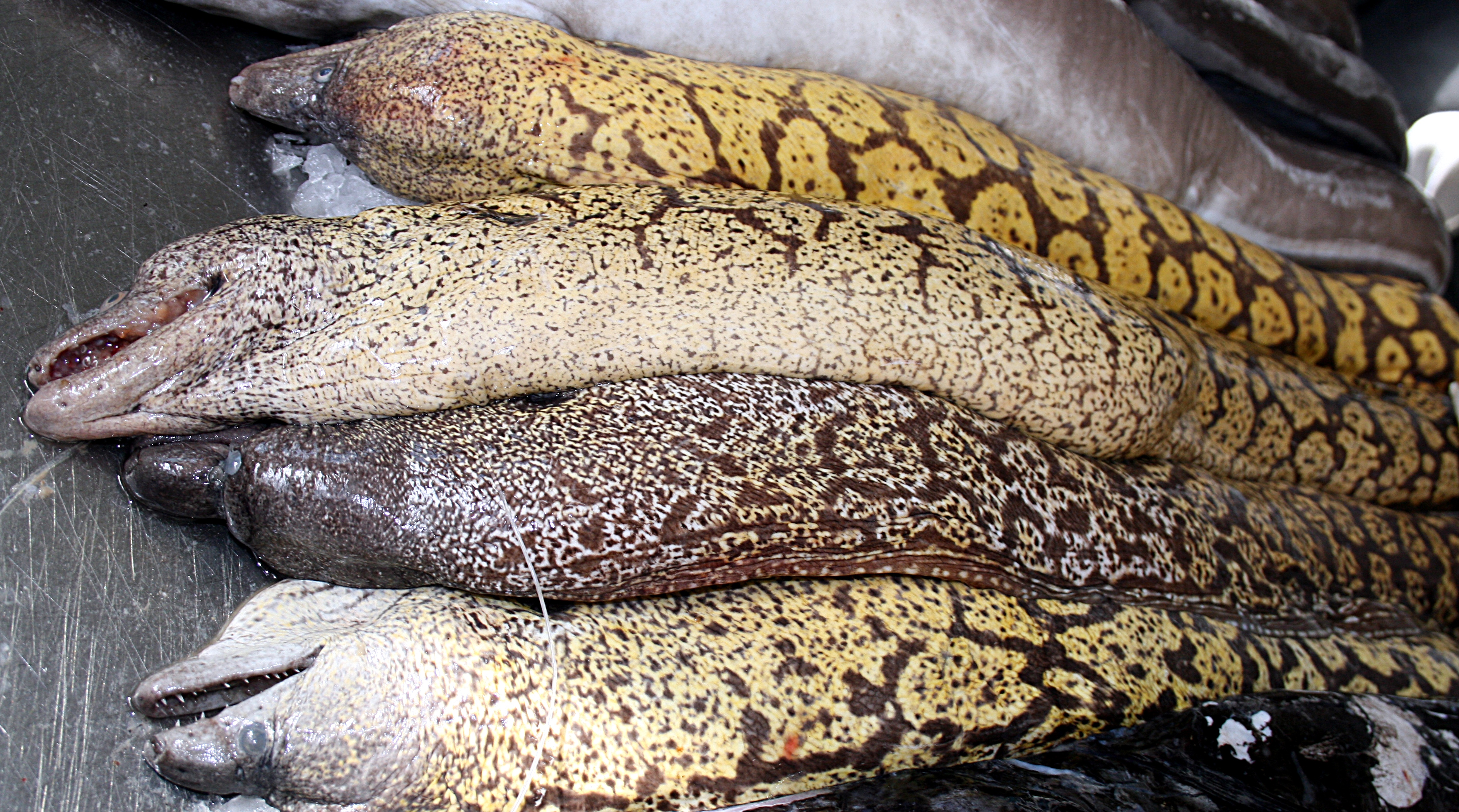
A halpiacon